# Comuna Rîdodubî, Ciortkiv
Rîdodubî (în ucraineană Ридодуби) este o comună în raionul Ciortkiv, regiunea Ternopil, Ucraina, formată din satele Bilîi Potik și Rîdodubî (reședința).

## Demografie
Componența lingvistică a comunei Rîdodubî
     Ucraineană (99,38%)
     Alte limbi (0,61%)
Conform recensământului din 2001, majoritatea populației comunei Rîdodubî era vorbitoare de ucraineană (99,38%), existând în minoritate și vorbitori de alte limbi.